# Dipu Ghosh
Dipu Ghosh (* 17. Juni 1940) ist ein ehemaliger indischer Badmintonspieler. 

## Karriere
Dipu Ghosh gewann 1964 seinen ersten nationalen Titel in Indien gemeinsam mit Raman Ghosh. 1967 siegten beide erneut im Herrendoppel. Zusätzlich gewann Dipu Ghosh auch die Mixedkonkurrenz mit Sarojini Gogte. 1969 und 1970 siegte er im Doppel wieder mit Raman Ghosh. Im erstgenannten Jahr war er auch im Einzel erfolgreich. 1971 gewann er seinen letzten nationalen Titel im Doppel mit Suresh Goel.
1969 wurde er mit dem Arjuna Award ausgezeichnet. In den 1980er Jahren war er unter anderem als indischer Nationaltrainer tätig.

## Sportliche Erfolge
| Saison | Veranstaltung                 | Disziplin    | Platz | Name                        |
| ------ | ----------------------------- | ------------ | ----- | --------------------------- |
| 1964   | Indien: Einzelmeisterschaften | Herrendoppel | 1     | Dipu Ghosh / Raman Ghosh    |
| 1967   | Indien: Einzelmeisterschaften | Mixed        | 1     | Dipu Ghosh / Sarojini Gogte |
| 1967   | Indien: Einzelmeisterschaften | Herrendoppel | 1     | Dipu Ghosh / Raman Ghosh    |
| 1969   | Indien: Einzelmeisterschaften | Herreneinzel | 1     | Dipu Ghosh                  |
| 1969   | Indien: Einzelmeisterschaften | Herrendoppel | 1     | Dipu Ghosh / Raman Ghosh    |
| 1970   | Indien: Einzelmeisterschaften | Herrendoppel | 1     | Dipu Ghosh / Raman Ghosh    |
| 1971   | Indien: Einzelmeisterschaften | Herrendoppel | 1     | Dipu Ghosh / Suresh Goel    |